# François Alu
François Alu (Saint-Doulchard, 3 dicembre 1993) è un ballerino francese, ex Danseur Étoile del balletto dell'Opéra di Parigi.

## Biografia
Ha iniziato a studiare danza classica a sei anni presso la scuola di ballo della madre e nel 2004 è stato ammesso alla scuola di danza dell'Opéra di Parigi. Nel 2010, all'età di diciassette anni, è stato scritturato nel corps de ballet del balletto dell'Opéra di Parigi e l'anno successivo è stato promosso al rango di coryphée. Successivamente è stato promosso a solista nel 2013, a ballerino principale nel 2014 e a danseur étoile il 23 aprile 2022 dopo aver danzato il ruolo di Solor in una rappresentazione de La Bayadère con le coreografie di Rudol'f Nureev in scena all'Opéra Bastille. Sette mesi dopo la promozione ha annunciato il ritiro dalla compagnia.
Il suo vasto repertorio classico e moderno include molti dei maggiori ruoli maschili, tra cui Alain e Colas ne La fille mal gardée di Frederick Ashton, Hilarion nella Giselle di Jean Coralli e Jules Perrot, Inigo nella Paquita di Pierre Lacotte, Lescaut nell'Histoire de Manon di Kenneth MacMillan, Bryaxis nel Dafni e Cloe di Benjamin Millepied, Frollo nel Notre-Dame de Paris di Roland Petit e diverse coreografie di Jerome Robbins, George Balanchine, Harald Lander e Jiří Kylián. Ha inoltre danzato numerosi ruoli coreografati da Nureev, tra cui l'Idolo d'oro e Solor ne La Bayadère, Basilio in Don Chisciotte, l'Uccello Blu ne La bella addormentata, Siegfried e Rothbart ne Il lago dei cigni e Mercuzio in Romeo e Giulietta.
Inoltre è membro della compagnia 3e étage dal 2011 e nel 2021 è stato membro della giuria nell'edizione francese di Ballando con le stelle.